# Лесковка (Могилёвская область)
Леско́вка (бел. Ляско́ўка) — деревня в составе Михеевского сельсовета Дрибинского района Могилёвской области Республики Беларусь.

## Население
- 1999 год — 18 человек
- 2010 год — 11 человек